# Kapela
Kapela est un village et une municipalité située dans le comitat de Bjelovar-Bilogora, en Croatie. Au recensement de 2001, la municipalité comptait 3 516 habitants, dont 94,91 % de Croates et le village seul comptait 504 habitants.

## Localités
La municipalité de Kapela compte 26 localités :
| - Babotok - Botinac - Donji Mosti - Gornje Zdelice - Gornji Mosti - Jabučeta - Kapela - Kobasičari - Lalići - Lipovo Brdo - Nova Diklenica - Novi Skucani - Pavlin Kloštar | - Poljančani - Prnjavor - Reškovci - Sredice Gornje - Srednja Diklenica - Srednji Mosti - Stanići - Stara Diklenica - Starčevljani - Stari Skucani - Šiptari - Tvrda Reka - Visovi |